# Kleurengradiënt
Met kleurengradiënt of kleurverloop wordt in de computerwetenschap een reeks kleuren - met name op een beeldscherm - bedoeld die afhankelijk zijn van hun positie. Er worden in het algemeen twee soorten kleurengradiënten onderscheiden: lineaire en circulaire.

## Lineair
Een lineaire kleurengradiënt wordt gekenmerkt door twee punten met elk een verschillende kleur. De kleuren langs de lijnen die door de punten heen lopen worden berekend aan de hand van lineaire interpolatie.

## Circulair
Een circulaire kleurengradiënt is een cirkel met een bepaalde kleur en in de focus (meestal het middelpunt) een andere kleur. Kleuren worden berekend aan de hand van lineaire interpolatie op basis van de afstand tot de focus.